# Dietrich van Freiberg

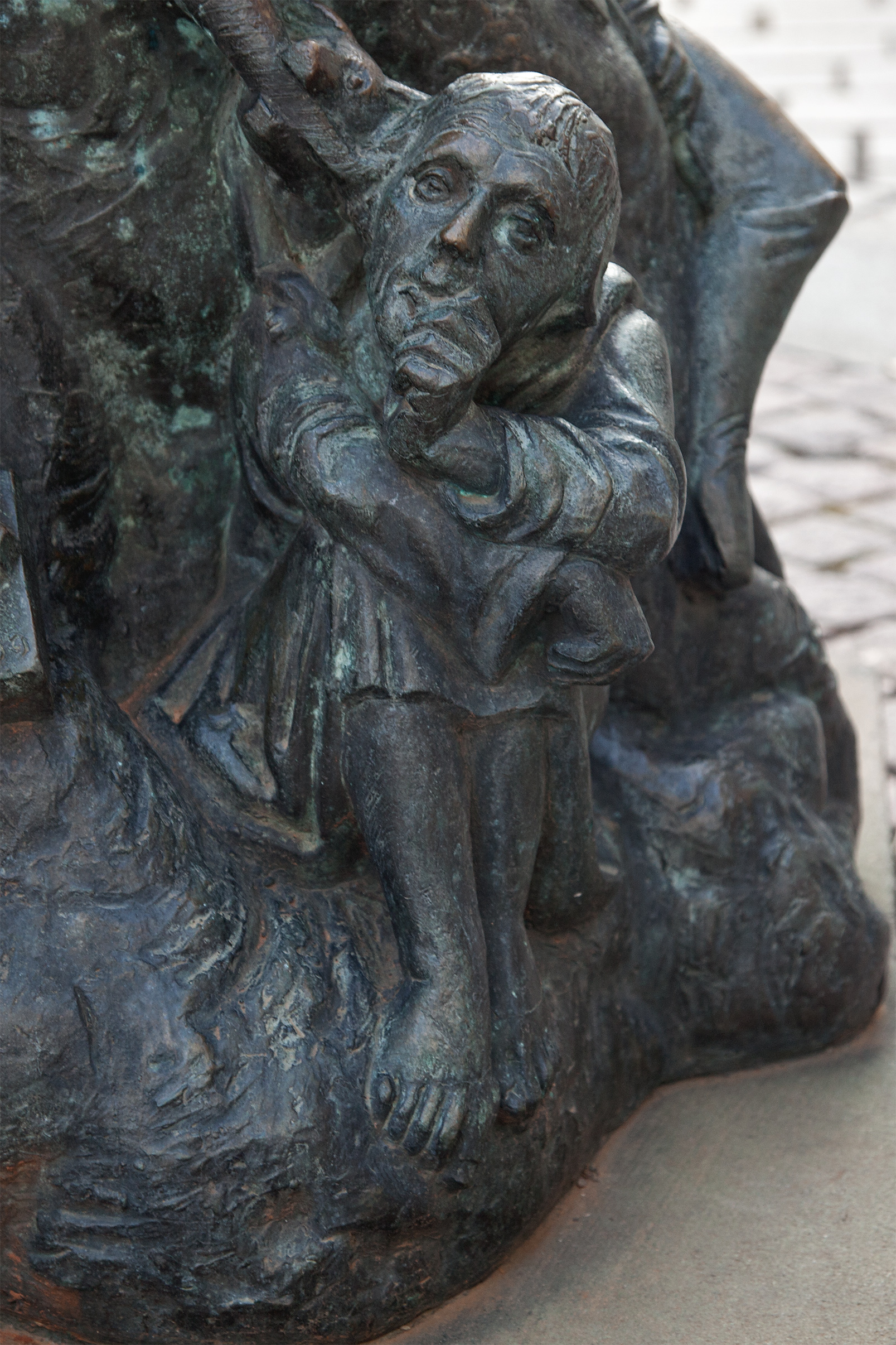
Detail van een fontein met Dietrich van Freiberg

Dietrich van Freiberg (latijn Theodoricus de Vriberch of Theodoricus Teutonicus) (* rond 1240/1245 in
Freiberg; † na 1310, vermoedelijk rond 1318/1320) was een Duitse filosoof, theoloog en natuurwetenschapper. Hij behoorde tot de orde van de dominicanen.
Dietrich van Freiberg werd geïnspireerd door Albertus Magnus en had een opmerkelijke invloed op de tien jaar jongere Meester Eckhart.